# Liste der Biografien/Brum
Liste der Biografien |
Portal Biografien |
Personensuche
# |
A |
B |
C |
D |
E |
F |
G |
H |
I |
J |
K |
L |
M |
N |
O |
P |
Q |
R |
S |
T |
U |
V |
W |
X |
Y |
Z |
?
 
Ba |
Be |
Bd |
Bg |
Bh |
Bi |
Bj |
Bl |
Bm |
Bn |
Bo |
Br |
Bs |
Bu |
Bw |
By |
Bz
 
Bra |
Brc |
Brd |
Bre |
Brg |
Bri |
Brj |
Brk |
Brl |
Brn |
Bro |
Brp–Brt |
Bru |
Brv |
Bry |
Brz
 
Brua |
Brub |
Bruc |
Brud |
Brue |
Bruf |
Brug |
Bruh |
Brui |
Bruj |
Bruk |
Brul |
Brum |
Brun |
Brup |
Brur |
Brus |
Brut |
Bruu |
Bruv |
Bruw |
Brux |
Bruy |
Bruz
Die Liste der Biografien führt alle Personen auf, die in der deutschsprachigen Wikipedia einen Artikel haben. Dieses ist eine Teilliste mit 121 Einträgen von Personen, deren Namen mit den Buchstaben „Brum“ beginnt.

## Brum
- Brum Carbajal, Santiago de, uruguayischer Politiker
- Brum, Alfeo (1889–1972), uruguayischer Rechtsanwalt, Politiker und Vize-Präsident
- Brum, Baltasar (1883–1933), Rechtsanwalt, Diplomat, Politiker und Präsident Uruguays
- Brum, Gabriella (* 1962), deutsch-britisches Fotomodell und Schönheitskönigin
- Brum, Hans-Georg (* 1955), deutscher Politiker (SPD)

### Bruma
- Bruma, Armindo (* 1994), portugiesisch-guinea-bissauischer Fußballspieler
- Bruma, Jeffrey (* 1991), niederländischer FußballspielerJeffrey Bruma (* 1991)

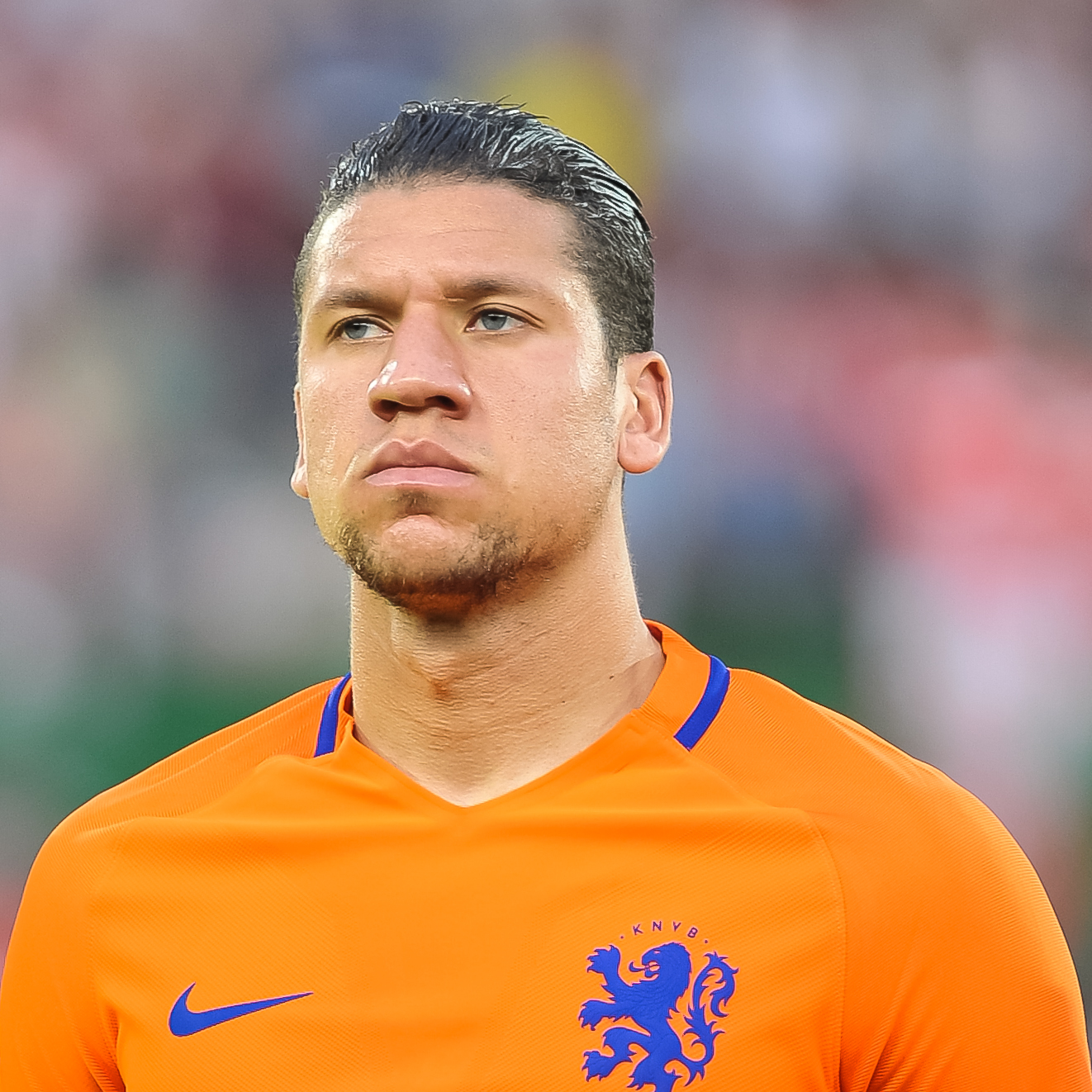
Jeffrey Bruma (* 1991)

- Bruma, Marciano (* 1984), niederländischer Fußballspieler
- Brumaire, Jacqueline (1921–2000), französische Opernsängerin (Sopran)
- Brumana, Herminia (1897–1954), argentinische Autorin
- Brumana, Paola (* 1982), italienische Fußballspielerin
- Brumanis, Ārvaldis Andrejs (1926–2013), lettischer Geistlicher, römisch-katholischer Bischof von Liepāja
- Brumann, Conrad († 1526), deutscher Organist und Komponist

### Brumb
- Brumbach, Katharina (1884–1952), deutsche Zirkusathletin
- Brumbaugh, Clement L. (1863–1921), US-amerikanischer Politiker
- Brumbaugh, D. Emmert (1894–1977), US-amerikanischer Politiker
- Brumbaugh, Martin Grove (1862–1930), US-amerikanischer Politiker
- Brumberg, Leonid (1925–2010), russischer Pianist
- Brumberg, Sinaida Semjonowna (1900–1983), sowjetische Animationsfilmerin
- Brumberg, Walentina Semjonowna (1899–1975), sowjetische Animationsfilmerin
- Brumberg, Wiktor Alexandrowitsch (* 1933), russischer Physiker und Astronom
- Brumberger, Josef (1890–1971), deutscher Politiker (CSU), MdL Bayern
- Brumbey, Carl Wilhelm (1757–1828), deutscher Pfarrer und Schriftsteller
- Brumby, Colin (1933–2018), australischer Komponist
- Brumby, Eva (1922–2002), deutsche Schauspielerin
- Brumby, Glen (* 1960), australischer Squashspieler
- Brumby, Ian (* 1964), englischer Snookerspieler

### Brume
- Brume, Ese (* 1996), nigerianische Weitspringerin
- Brumel, Antoine, franko-flämischer Komponist, Sänger und Kleriker der Renaissance
- Brumel, Waleri Nikolajewitsch (1942–2003), sowjetischer Leichtathlet in der Disziplin HochsprungWaleri Nikolajewitsch Brumel (1942–2003)

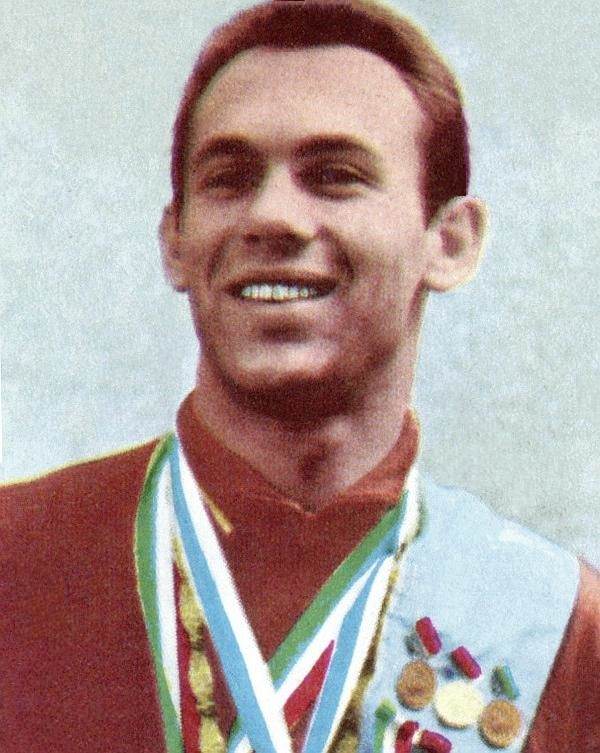
Waleri Nikolajewitsch Brumel (1942–2003)

- Brumen, Matjaž (* 1982), slowenischer Handballspieler
- Brumer, Paul (* 1945), kanadischer theoretischer Chemiker
- Brumerčík, Miroslav (* 1976), kroatisch-slowakischer Eishockeyspieler

### Brumf
- Brumfiel, Elizabeth (1945–2012), US-amerikanische Anthropologin und Archäologin (Altamerikanistin)
- Brumfield, Robb T. (* 1967), US-amerikanischer Biologe und Ornithologe

### Brumh
- Brumhard, Ehrhard Johann (1692–1732), deutscher evangelischer Theologe und Pietist
- Brumhard, Gustav Adolf (1805–1885), Landtagsabgeordneter Großherzogtum Hessen
- Brumhard, Johann Sebastian (1706–1742), deutscher Pietist

### Brumi
- Brumidi, Constantino (1805–1880), italienisch-amerikanischer Maler

### Bruml
- Brumley, Clare-Louise (* 1977), australische Skilangläuferin
- Brumlik, Micha (* 1947), deutscher Erziehungswissenschaftler und PublizistMicha Brumlik (* 1947)

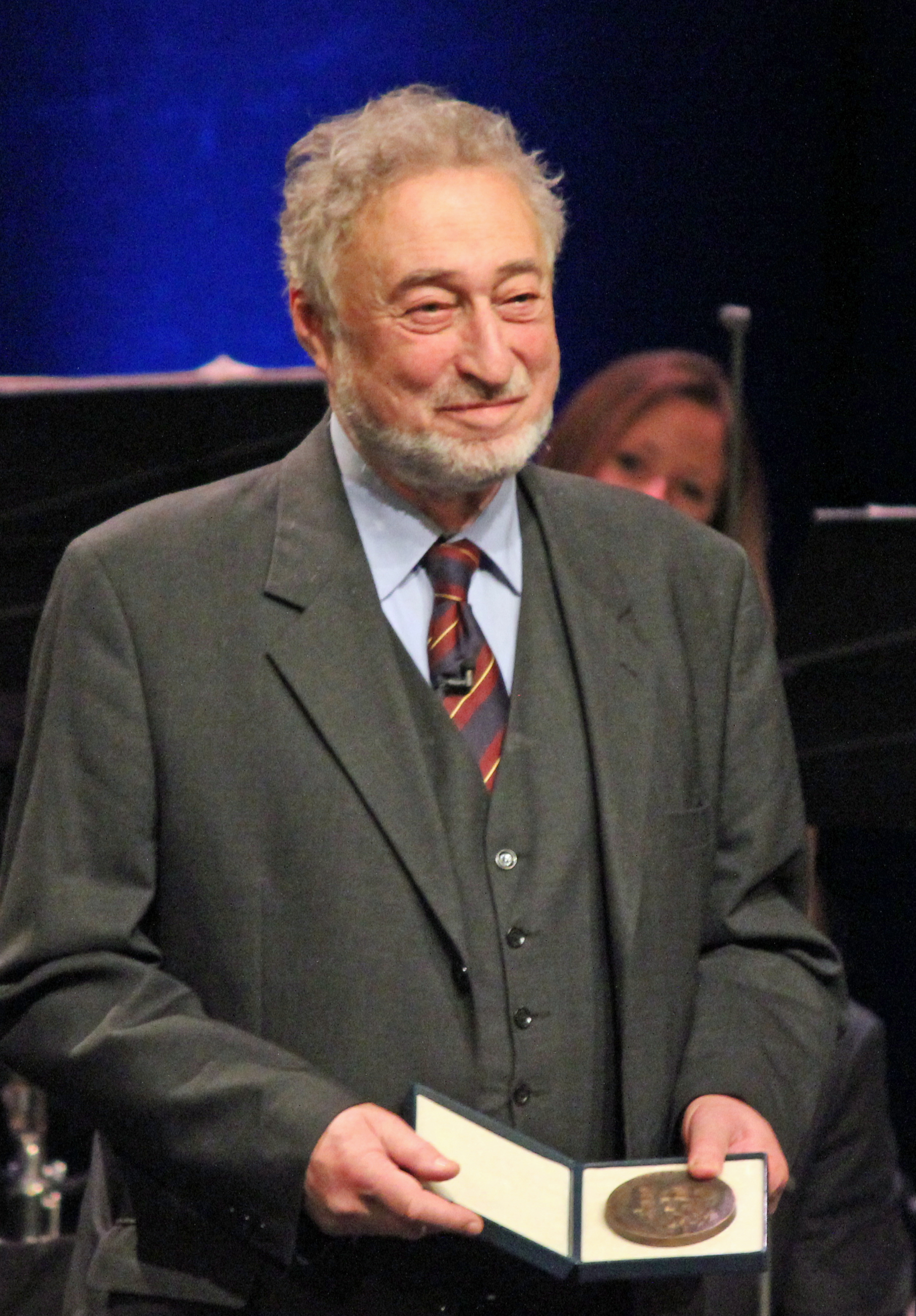
Micha Brumlik (* 1947)

### Brumm
- Brumm, Charles N. (1838–1917), US-amerikanischer Politiker
- Brumm, George F. (1880–1934), US-amerikanischer Politiker
- Brumm, Herbert (1909–1985), deutscher Fotograf und Schriftsteller
- Brumm, Karl (1902–1965), deutscher SS-Hauptscharführer und NS-Sonderrichter in Schwerin
- Brumm, Ursula (1919–2015), deutsche Amerikanistin
- Brumm, Wolfgang (* 1948), deutscher Schauspieler
- Brumma, Winfried (* 1952), deutscher Politiker (SPD), MdBB
- Brummack, Heinrich (1936–2018), deutscher Bildhauer und Hochschullehrer
- Brummbär, Bernd (1945–2016), deutscher digitaler Designer
- Brumme, Christoph (* 1962), deutscher Schriftsteller und Essayist
- Brumme, Hella (* 1946), deutsche Gartenbauingenieurin, Sachbuchautorin und Leiterin des Europa-Rosariums Sangerhausen
- Brumme, Hendrik (* 1959), deutscher Wirtschaftswissenschaftler, Hochschullehrer und Hochschulpräsident
- Brumme, Jenny (* 1958), deutsche Romanistin, Sprach- und Literaturwissenschaftlerin
- Brumme, Johannes (1909–1967), deutscher Gewerkschafter, Schulpolitiker, Hochschullehrer für Pädagogik
- Brumme, Kurt (1923–2005), deutscher Sportmoderator im Hörfunk
- Brumme, Kurt (* 1948), deutscher Politiker (CDU), MdL
- Brumme, Lucas (* 1999), deutscher FußballspielerLucas Brumme (* 1999)

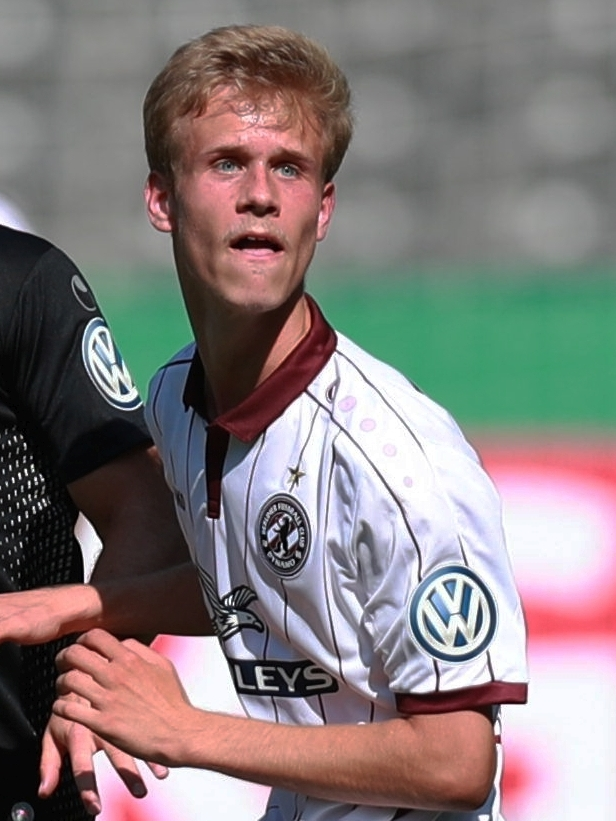
Lucas Brumme (* 1999)

- Brumme, Max Alfred (1891–1967), deutscher Bildhauer und Maler
- Brummeier, Horst (* 1945), österreichischer Fußballschiedsrichter
- Brummel, Felix (* 1994), deutscher Ruderer
- Brummel, Marije (* 1985), niederländische Fußballspielerin
- Brummelen, Reinier van (* 1961), niederländischer Kameramann
- Brummell, George Bryan (1778–1840), britischer Dandy, Freund Georgs IV.George Bryan Brummell (1778–1840)

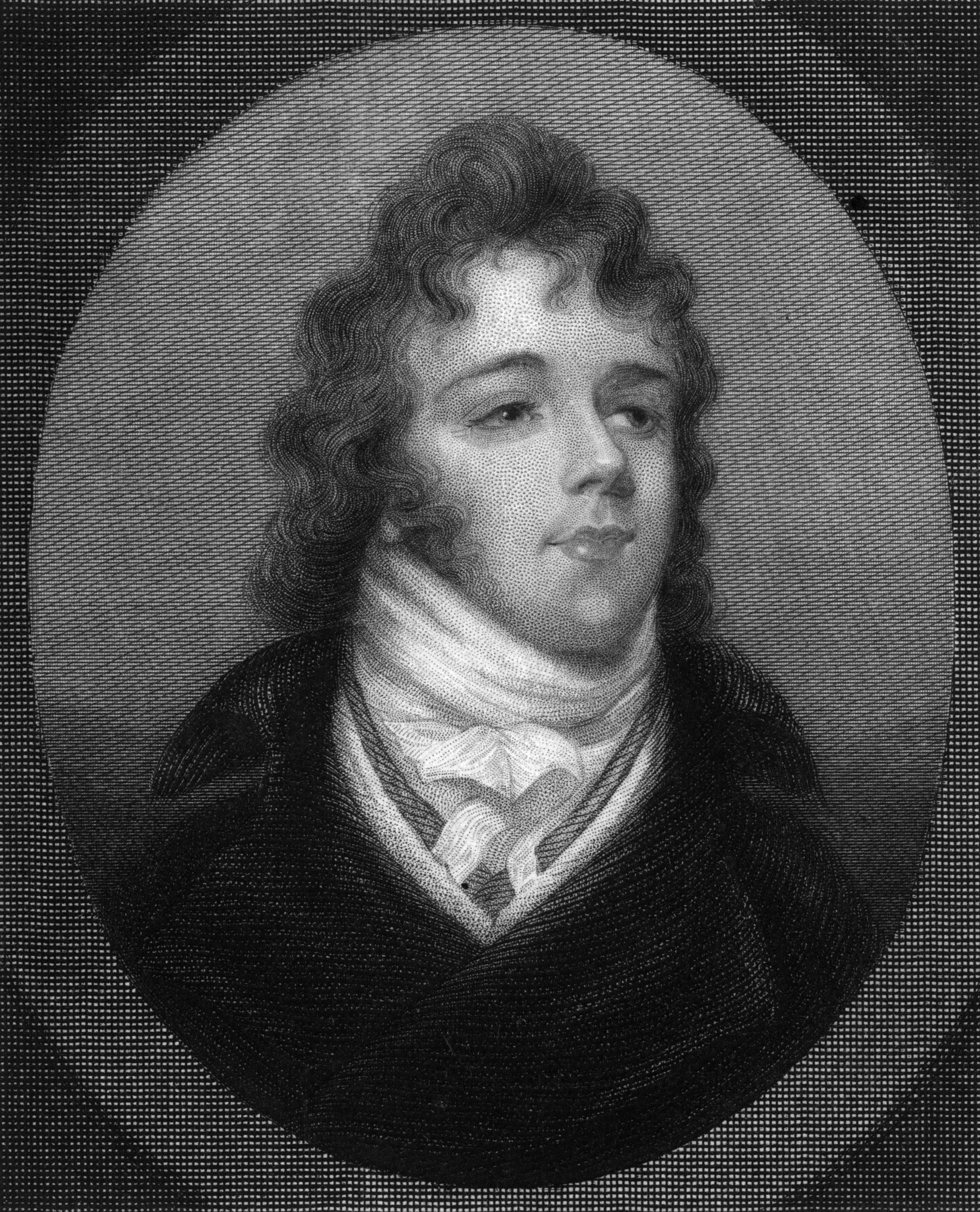
George Bryan Brummell (1778–1840)

- Brummenbaum, Albert (1892–1953), deutscher Staatsbeamter und Landwirtschaftsfunktionär
- Brümmendorf, Tim (* 1966), deutscher Mediziner, Onkologe und Hochschullehrer
- Brümmer, Adalbert († 1937), deutscher Theaterschauspieler und -leiter
- Brummer, Alois (1926–1984), deutscher Filmproduzent, Drehbuchautor und Regisseur von Sexfilmen
- Brümmer, Andreas (* 1963), deutscher Ingenieurwissenschaftler
- Brummer, Arnd (* 1957), deutscher Journalist und Autor
- Brummer, Axel (* 1961), deutscher Fußballspieler
- Brümmer, Bernd (* 1970), deutscher Handballtorwart
- Brummer, Carl (1864–1953), dänischer Architekt
- Brümmer, Christoph (* 1943), deutscher Diplomat
- Brummer, Clemens (* 1986), deutscher Eiskunstläufer
- Brümmer, Detlef (* 1938), deutscher Rechtsanwalt und katholischer Unternehmer, Statthalter des Ritterordens vom Heiligen Grab zu Jerusalem
- Brummer, Dieter (* 1976), australischer Schauspieler
- Brummer, Eduard (1850–1888), deutscher Theaterschauspieler, Operettensänger (Bariton) und Komiker
- Brümmer, Elfriede, deutsche Klassische Archäologin
- Brummer, Ernest (1891–1964), ungarischer Kunsthändler
- Brummer, Eva (1901–2007), finnische Textilkünstlerin
- Brümmer, Franz (1836–1923), deutscher Pädagoge und Lexikograph
- Brümmer, Gerhard (* 1949), deutscher Fußballspieler
- Brümmer, Günter (1933–2020), deutscher Kanute und Kanutrainer
- Brummer, Guntram (1938–2021), deutscher Schriftsteller und Universalgelehrter
- Brümmer, Gustav (1905–1970), deutscher Uhrmacher und Oberstudiendirektor an der Uhrmacherschule in Hamburg
- Brümmer, Hans (1886–1966), deutscher Gewerkschafter und Politiker (USPD, SPD), MdL
- Brümmer, Hans (* 1937), deutscher Elektroingenieur und Hochschullehrer
- Brümmer, Henning (1941–2017), deutscher Brigadegeneral des Heeres der Bundeswehr
- Brummer, Hinrich, deutscher Buchbinder, Buchhändler und Verleger
- Brümmer, Jörg (* 1964), deutscher Judoka und Sumō-Sportler
- Brummer, Joseph (1883–1947), ungarischer Kunsthändler
- Brümmer, Jürgen (1964–2014), deutscher Kunstturner und Sportphysiotherapeut
- Brummer, Klaus (* 1977), deutscher Politikwissenschaftler
- Brümmer, Leonid (1889–1971), russischer bzw. sowjetischer Maler
- Brümmer, Ludger (* 1958), deutscher Komponist
- Brümmer, Manfred (1947–2021), deutscher Autor, Dramaturg und Schauspieler
- Brummer, Rainer (1942–2021), deutscher römisch-katholischer Geistlicher
- Brümmer, Reiner (* 1937), deutscher Ruderer
- Brümmer, Renate (* 1955), deutsche RaumfahrerinRenate Brümmer (* 1955)

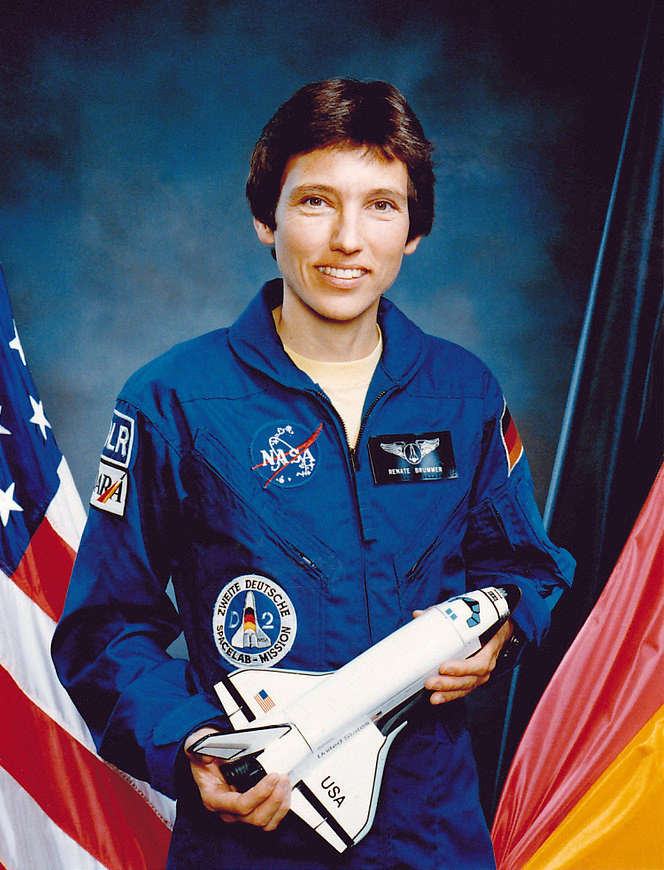
Renate Brümmer (* 1955)

- Brummer, Rudolf (1907–1989), deutscher Romanist
- Brummer, Sebastian (* 1989), österreichischer Schauspieler, Autor und Regisseur
- Brümmer, Willi (1893–1936), deutscher Widerstandskämpfer
- Brümmer, Wunibald (1879–1937), deutscher römisch-katholischer Ordensbruder und Märtyrer
- Brümmer-Patzig, Helmut (1890–1984), deutscher Fregattenkapitän
- Brummerhoff, Charlotte (1905–1986), deutsche Schauspielerin und Kabarettistin
- Brümmerhoff, Dieter (1942–2022), deutscher Wirtschaftswissenschaftler
- Brummerstaedt, Wilhelm (1803–1878), deutscher Altphilologe, Lehrer und 1848/49 Mitglied der Mecklenburgischen Abgeordnetenversammlung
- Brummerstedt, Conrad Poul Emil (1857–1939), dänischer Kaufmann und kommissarischer Inspektor in Grönland
- Brummert, Gustav (1893–1967), deutscher Radrennfahrer
- Brummett, Chad, US-amerikanischer Schauspieler und Moderator
- Brummi-Mörder (* 1978), deutscher Sexualmörder
- Brummitt, Richard Kenneth (1937–2013), britischer Botaniker
- Brummund, Juliane (* 1985), deutsche Schauspielerin und Maskenbildnerin
- Brummund, Marc (* 1970), deutscher Filmregisseur, Drehbuchautor und Filmproduzent

### Brumo
- Brumowski, Godwin (1889–1936), österreichischer Jagdflieger im Ersten WeltkriegGodwin Brumowski (1889–1936)

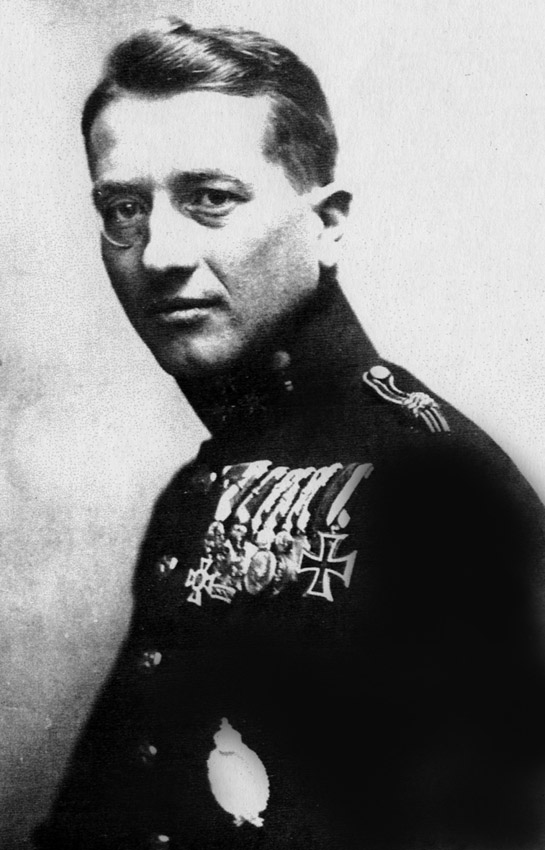
Godwin Brumowski (1889–1936)

- Brumoy, Pierre (1688–1742), französischer Schriftsteller

### Brums
- Brumsack, Julius (1915–2011), deutscher Kaufmann in Beverstedt und Überlebender des Holocaust
- Brumsee, Wilhelm Eberhard von (1688–1755), preußischer Landrat
- Brümsi von Herblingen, Catharina († 1611), Äbtissin des Klosters Schänis

### Brumv
- Brumvert, Lagneau (* 1974), Fußballspieler von den Turks- und Caicosinseln